# H. Allen Holmes

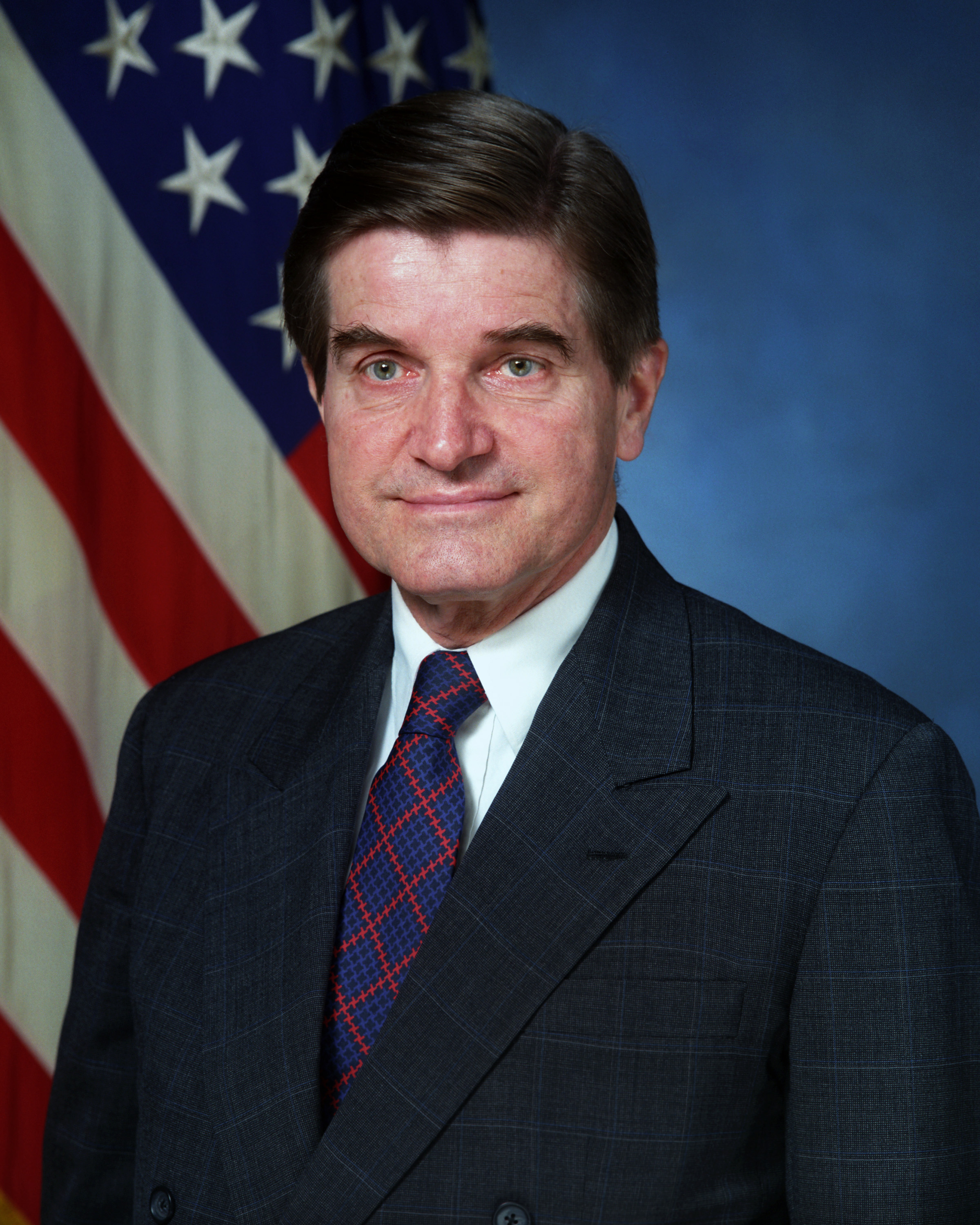
H. Allen Holmes (1993)

Henry Allen Holmes (* 31. Januar 1933 in Bukarest) ist ein US-amerikanischer Diplomat, der unter anderem zwischen 1982 und 1985 Botschafter in Portugal, von 1985 bis 1989 Assistant Secretary of State for Political-Military Affairs im US-Außenministerium sowie zwischen 1993 und 1999 Assistant Secretary of Defense for Special Operations and Low-Intensity Conflict im US-Verteidigungsministerium war.

## Leben
Henry Allen Holmes absolvierte nach dem Schulbesuch ein grundständiges Studium an der Princeton University, das er 1954 mit einem Bachelor of Arts (B.A.) beendete. Anschließend diente er zwischen 1954 und 1957 im US Marine Corps (USMC) und absolvierte danach von 1957 bis 1958 einen Auslandsstudienaufenthalt an der Universität von Paris. Nach seiner Rückkehr trat er in den Dienst des US-Außenministeriums und war zunächst zwischen 1958 und 1959 Forschungsanalytiker für Geheimdienste sowie von 1959 bis 1961 Konsular- und Politikreferent an der Botschaft in Kamerun. Nach seiner Rückkehr war er zwischen 1961 und 1963 Referent im Außenministerium und 1963 kurzzeitig Assistent im Stab des Unterstaatssekretärs für politische Angelegenheiten (Under Secretary of State for Political Affairs), W. Averell Harriman. Nachdem er zwischen 1963 und 1967 Politischer Referent an der Botschaft in Italien war, arbeitete er von 1967 bis 1970 wieder als Referent im Außenministerium. Daran schloss sich zwischen 1970 und 1974 eine Verwendung als Botschaftsrat für politische Angelegenheiten an der Botschaft in Frankreich an sowie von 1975 bis 1977 als Leiter des Referats für NATO-Angelegenheiten. 
Nachdem Holmes zwischen 1977 und 1979 Ständiger Vertreter des Botschafters in Italien war, fungierte er zwischen 1979 und 1982 als erster stellvertretender Leiter des Referats für Europäische Angelegenheiten (Principal Deputy Assistant Secretary of State for European Affairs) im Außenministerium. Am 15. Oktober 1982 löste er Richard J. Bloomfield als Botschafter in Portugal ab und verblieb auf diesem Posten bis zum 26. Juni 1985, woraufhin Frank Shakespeare seine Nachfolge antrat. Er selbst wurde daraufhin 19. Juli 1985 als Nachfolger von John T. Chain Jr. zunächst zum Leiter des Referats für Politisch-Militärische Angelegenheiten (Director of the Bureau of Politico-Military Affairs) im US-Außenministerium ernannt und trug ab dem 14. April 1986 die Amtsbezeichnung Assistant Secretary of State for Political-Military Affairs. Diesen Posten übte er bis zum 8. August 1989 aus und wurde daraufhin von Richard Clarke abgelöst.
Danach bekleidete H. Allen Holmes vom 10. Dezember 1989 bis zum 5. Februar 1993 den Posten eines Sonderbotschafters (Ambassador-at-Large) für Lastenteilung. Als Nachfolger von James R. Locher wurde er schließlich am 18. November 1993 Leiter des Referats für Sonderoperationen und Konflikte niedriger Intensität Assistant Secretary of Defense for Special Operations and Low-Intensity Conflict im US-Verteidigungsministerium und übte dieses Amt bis zum 30. April 1999, woraufhin Brian E. Sheridan sein Nachfolger wurde.
Holmes, der sich auch für die American Academy of Diplomacy und den Council on Foreign Relations engagierte, unterrichtete als Professor an der Georgetown University. Aus seiner Ehe mit Marilyn J. Holmes gingen ein Sohn und eine Tochter hervor.